# Borek (Opole)
Pour les articles homonymes, voir Borek.
Borek est une localité polonaise de la voïvodie et du powiat d'Opole.